# Project Wyze
I Project Wyze sono stati un gruppo musicale rap metal canadese, originario di Greater Sudbury, Ontario, in attività dal 1988 al 2003.

## Storia del gruppo
I rapper Yas Taalat e Bobby McIntosh iniziarono la loro carriera nel 1988, ancora adolescenti, in forma di duo hip hop col nome Project Wyze a Greater Sudbury, nell'Ontario. Mentre frequentavano le scuole superiori, i Project Wyze misero a punto un buon seguito nella scena underground della loro musica, aprendo per artisti come Dream Warriors, Maestro Fresh Wes e Michie Mee. Aprirono anche le esibizioni del noto gruppo hip hop statunitense Public Enemy.
In seguito il duo si trasferì a London, Ontario, una volta completate le superiori. Nel 1995 Yas e Bobby furono invitati a esibirsi con un gruppo punk rock.
Così i Project Wyze evolsero in un gruppo rap metal, aggregandosi al chitarrista Adam Arsenault e al bassista Tye Thomas. La nuova formazione cominciò a scrivere nuovi brani, e nel 1996 pubblicarono il loro primo EP, Trapz of Poetic Poison, per conto di un'etichetta discografica indipendente. I Project Wyze cominciarono a sostenere tour negli Stati Uniti, aprendo per i Papa Roach e gli Step Kings.
Dopo il successo del primo EP, il gruppo estese la sua formazione assumendo il chitarrista Sasha Kosovic, il batterista Brad Dean e il bassista Elie Abdelnour. Nel 2000, con la nuova formazione, i Project Wyze pubblicarono l'EP Only If I Knew. I crescenti risultati di vendite e l'aumento del numero di fan attirarono l'attenzione di case discografiche di prestigio. Così firmarono un contratto per la Sony Music, e nel 2001 pubblicarono il loro unico album in studio, Misfits.strangers.liars.friends. Il disco fu trainato dai singoli "Nothing's What it Seems" e "Room to Breathe",  che ottennero buon seguito in Canada. In seguito si esibirono al concerto Edgefest II a Toronto.
A causa di contrasti interni, dopo qualche anno il gruppo prese la via dello scioglimento. Yas e Bobby hanno fondato il progetto collaterale Dead Celebrity Status, fino a diventare il loro progetto definitivo.

## Formazione

### Ultima
- Yas Taalat - voce
- Bobby McIntosh - voce
- Adam Arsenault - chitarra
- Sasha Kosovic - chitarra
- Tye Thomas - basso
- Elle Abdelnour - basso
- Brad Dean - batteria

## Discografia

### EP
- 1996 - Trapz of Poetic Poison - EP
- 1999 - Only If I Knew

### Album in studio
- 2001 - misfits.strangers.liars.friends